# Kozí brada východní

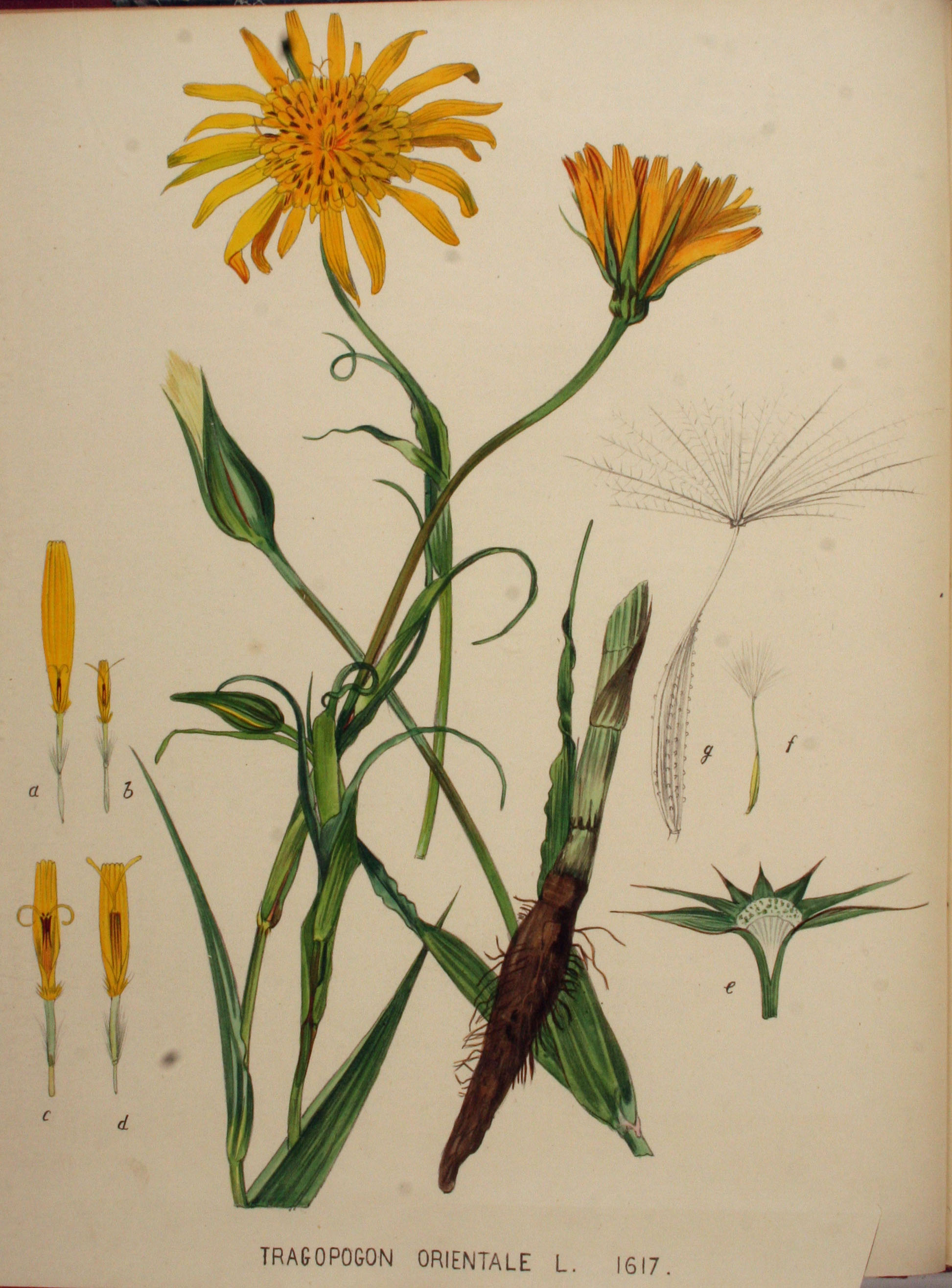
Zobrazení rostliny

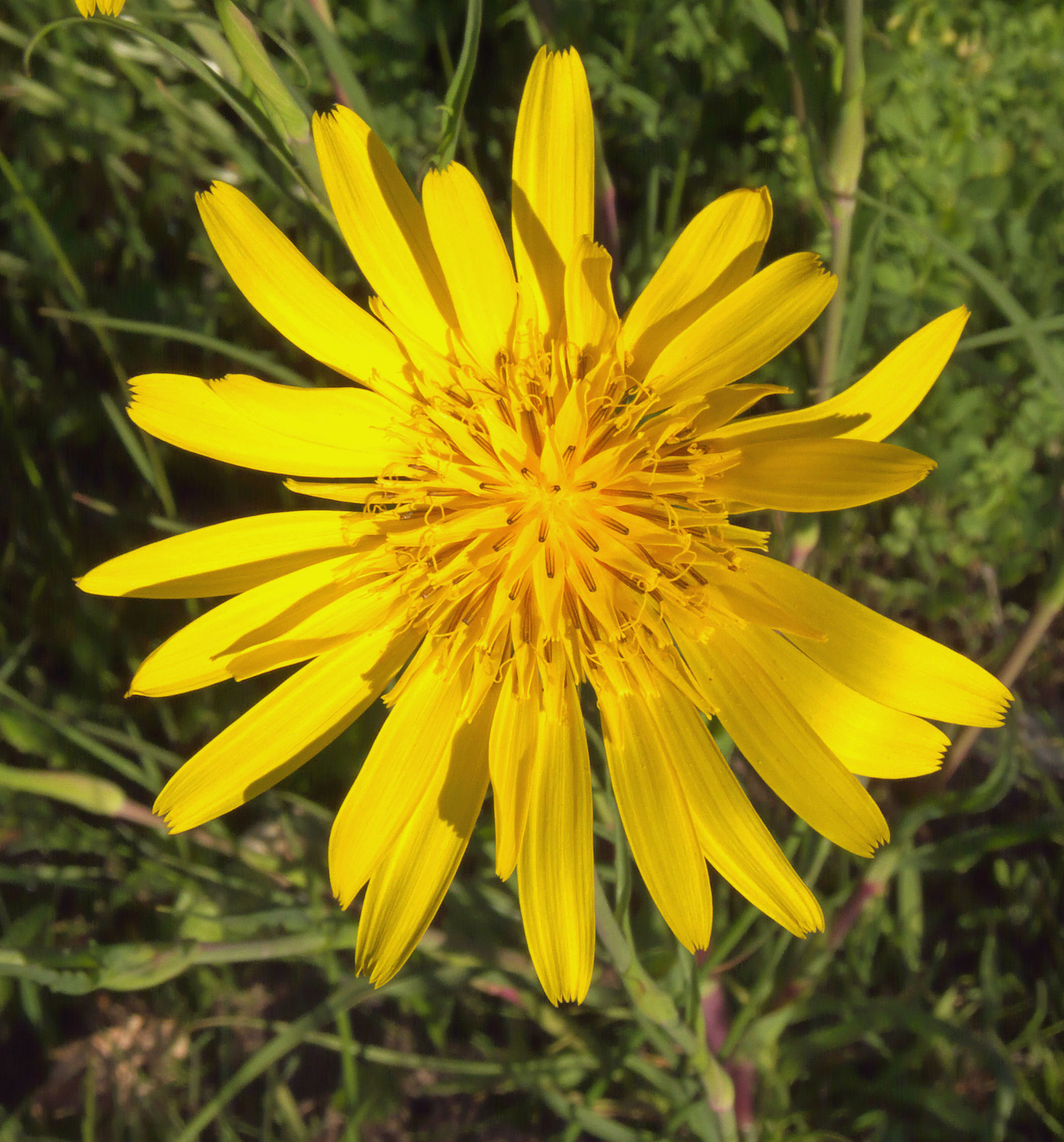
Květenství

Kozí brada východní (Tragopogon orientalis) je dvouletá nebo krátce vytrvalá, planě rostoucí rostlina kvetoucí v letních měsících žlutými květy ve vrcholových úborech. Bylina je v české přírodě původní druh, v minulosti bývala považována za poddruh kozí brady luční. Podzemní i nadzemní orgány mají mléčnice, ze kterých po poranění prýští bílá lepkavá šťáva latex.

## Rozšíření
Její převážně evropský areál zasahuje na východ, do západní Asie. Západní hranice rozšíření protíná Švýcarsko, Itálii a jihovýchodní Francii, východním směrem sahá až po jezero Bajkal a jižním po Kavkaz, Pákistán a sever Indie. S ohledem na ne zcela dořešenou taxonomickou problematiku nelze přesné hranice rozšíření určit.
V České republice je v teplých oblastech termofytika hojným druhem, nejrozšířenějším zástupcem rodu. Nejvíce roste na střední a jižní Moravě, směrem do Čech se vyskytuje řidčeji. Na severu Moravy, stejně jako v jižních a jihozápadních Čechách téměř chybí. V oreofytiku se vyskytuje jen řídce, pouze ojediněle bývá zavlékána do montánního stupně, např. do Krkonoš na Liščí horu (1320 m).

## Ekologie
Dvouletá rostlina, v prvém roce ze semene nebo ze se spícího pupenu oddenku vyroste listová růžice a z ní druhým rokem vyrazí obvykle jediná květná lodyha. Rostlina někdy po odkvětu usychá a jindy přežívá do dalšího roku, tehdy z oddenku může vyrašit více květonosných lodyh i vyrůst nové rostliny.
Tento hemikryptofyt roste na loukách, pastvinách, mezích, úhorech, na travnatých okrajích cest, podél okrajů lesů a křovin i na rumištích a náspech železničních tratí. Vždy však na otevřeném, plně osluněném místě. Vyžaduje půdy vlhké až středně vysýchavé a dostatečně zásobené živinami, které mohou být hlinité či jemně štěrkovité, mírně kyselé až slabě zásadité. Kvete v letním období od května do srpna. Ploidie kozí brady východní je 2n = 12.

## Popis
Bylina s přímou lodyhou vysokou 30 až 100 cm, vyrůstající ze svislého kořene s mnoha tenkými oddenky. Lodyha je přímá, na průřezu oblá, obvykle jednoduchá, tmavozelená, často v blízkosti uzlin fialově naběhlá a těsně pod zákrovem ztlustlá. Přízemní listy rostou v bohaté růžici, v době kvetení jsou již ale suché. Lodyžní, šedavě zelené, celistvé listy vyrůstající střídavé jsou přisedlé, slabě pochvovitě objímavé. Jejich tuhé čepele jsou čárkovitě kopinaté, žlábkovité, na vrcholu dlouze zašpičatělé, po obvodě drobně pilovitě zubaté, v mládí jemně pavučinatě chlupaté a později olysalé. Bývají dlouhé až 70 cm a široké do 2 cm a mívají tří až sedm žilek, někdy jsou zvlněné a jindy spirálovitě stočené.
Na konci lodyhy nebo větví vyrůstají jednotlivé úbory mající v průměru 4,5 až 7 cm, které jsou válcovité až kuželovité a mají okolo dvanácti tmavě zelených, dlouze zašpičatělých, na bázi srostlých, oboustranně lysých zákrovních listenů dlouhých 3,5 cm, s blanitým okrajem a nazpět ohnutým vrcholem. Květy jsou oboupohlavné, mají zlatožlutou až světle oranžovou jazykovitou korunu s pětizubou ligulou delší než jsou zákrovní listeny, kalich po opylení vytváří chmýr. Srostlá trubička z nitek prašníků je žlutá a v horní čtvrtině má pět podélných tmavě fialových proužků. Blizny jsou opylovány autogamicky nebo blanokřídlým i dvoukřídlým hmyzem slétajícím se pro nektar. Úbory jsou obvykle otevřené jen v dopoledních hodinách.
Plod je nažka asi 2 cm velká, z toho téměř polovinu zabírá neztlustlý zobáček. Nažky vnitřních květů jsou hladké a světle hnědé, vnějších jsou hrubě osténkaté a tmavě hnědé.